# Kirkharle
Kirkharle (autrement Kirk Harle) est un village et une ancienne paroisse civile, maintenant dans la paroisse de Kirkwhelpington, dans le comté de Northumberland dans le Nord de l'Angleterre situé à environ 19 kilomètres à l'ouest de la ville de Morpeth, juste à l'ouest du carrefour des routes A696 (en) et B6342 (en). Il est célèbre pour être le lieu de naissance de Lancelot « Capability » Brown au début du XVIIIe siècle, le paysagiste le plus célèbre de Grande-Bretagne. En 1951, la paroisse comptait 69 habitants.

## Gouvernance
Le 1er avril 1958, la paroisse est abolie et fusionnée avec Kirkwhelpington.

## Sites
Kirkharle Hall (en) est une maison de campagne à Kirkharle, l'ancien siège de la famille Loraine, maintenant très réduite et utilisée comme ferme. L'église du domaine est dédiée à St Wilfrid (634-709AD) et est classée Grade 1, la majeure partie du bâtiment datant de 1336.
A un mile au nord de Kirkharle se trouve la Little Harle Tower, un manoir des 18e et 19e siècles qui comprend une Peel tower des 15e ou 16e siècles.
Kirkharle Courtyard fonctionne désormais comme un centre d'accueil axé sur Capability Brown.

## Sites religieux
Avant que le village ne gagne l'élément kirk (église), il s'appelait Herle (enregistré en 1177). Herle vient du vieil anglais "Herela-lea" qui signifie "Herela's Grove" ou "herg-leah" qui signifie "temple-grove", un lieu de culte pour les Angles préchrétiens. D'autres formes anciennes comprennent Kyrkeherle (vers 1250), Kyrkherll (1346) et Kirkehirle (1428).

L'église actuelle, dédiée à St Wilfrid, est édifiée au XIVe siècle. Parmi les épitaphes pittoresques de l'église sur les Loraines décédées, il y a les suivantes :
Ici se trouve le corps de Richard Loraine, Esq., qui était un bel homme de bon sens et de comportement : il mourut Batcheler d'une apoplexie marchant dans un champ vert près de Londres, le 26 octobre 1738, dans la 38 année de son âge.
Les baronnets Loraine (en) l'ont acquis par mariage du manoir des De Harles qui le possédaient au XIVe siècle, et ont tiré leur nom (littéralement "de Harle") du village. En 1836, la famille Loraine vend Kirkharle et la maison principale est démolie.

## Lancelot 'Capability' Brown
Le fils le plus célèbre de Kirkharle est Capability Brown, le célèbre jardinier paysagiste.
Lancelot 'Capability' Brown (bapt.1716 -1783) est le cinquième des six enfants de William Brown, un fermier yeoman et d'Ursula, née Hall, qui avait également travaillé dans la grande maison du domaine de Kirkharle.
Lancelot a commencé à travailler au domaine de Kirkharle, apprenant de nombreuses compétences en jardinage, plantation et bonification des terres, partant poursuivre sa carrière en 1739.
Sir William Loraine, 4e baronnet, a hérité du domaine en 1755 à l'âge de 6 ans et lorsqu'il est devenu majeur, Brown a produit un plan de conception pour lui afin de remplacer les jardins à la française du début du 18e siècle par un paysage plus naturaliste, probablement vers 1770. Le projet de Brown comprenait des arbres uniques, des ceintures d'arbres, un lac serpentin et une nouvelle approche, mais n'a été que partiellement mis en œuvre. Le lac n'a pas été créé, seule une partie de l'approche semi-circulaire a été aménagée et le jardin clos n'a peut-être pas été construit.
Le plan original de Brown a été redécouvert par les propriétaires actuels de Kirkharle, John et Kitty Anderson, en 1980. Ils ont fait des plans pour restaurer le parc classé Grade II et pour recréer la vision de Brown pour le paysage, y compris la création de son projet de lac. Il n'a pas été possible de créer le lac comme une seule pièce d'eau car la route A696, construite en 1883, traverse maintenant le fond du parc. En 2009, deux lacs serpentins ont été créés à la place. Des centaines de nouveaux arbres ont été plantés. Une cascade, une caractéristique souvent utilisée par Brown pour faire apparaître deux lacs comme une seule nappe d'eau, a été ajoutée en 2016 dans le cadre du Capability Brown Festival, célébrant le tricentenaire de la naissance de Brown. L'eau a commencé à couler à travers la cascade le 30 août 2016, le 300e anniversaire du baptême de Brown à l'église St Wilfrid.
Le lac, les terrains et l'église St Wilfrid sont ouverts au public dans le cadre du Kirkharle Courtyard Visitor Centre.

## Autres personnalités notables
- L'artiste et chasseur de renards Charles Loraine Smith (en) est né d'une Loraine et a adopté le nom de Smith alors qu'il était garçon.

- Donald Curry (né en 1944) , agriculteur et homme d'affaires créé pair à vie Crossbencher en 2011 en prenant le titre de baron Curry de Kirkharle.